# Amore Zen
Amore Zen è un singolo del gruppo musicale italiano Le Vibrazioni, pubblicato il 25 maggio 2018.

## Descrizione
Scritto dal frontman Francesco Sarcina insieme a Davide Simonetta, Andrea Bonomo e Luca Chiaravalli, si tratta di un brano dalle sonorità tipicamente rock e presenta un testo sarcastico, come spiegato dallo stesso Sarcina:
Amore Zen vanta inoltre la partecipazione vocale del rapper Jake La Furia dei Club Dogo, amico del gruppo. Secondo Sarcina, la volontà di coinvolgere il rapper all'interno del brano è nata a seguito di un inserimento di una parte hip hop per scherzo, notando tuttavia che si inseriva bene nel contesto.

## Video musicale
Il videoclip, diretto da Cosimo Alemà, è stato pubblicato il 25 maggio 2018 attraverso il canale YouTube del gruppo.

## Tracce
1. Amore Zen (feat. Jake La Furia) – 3:13 (Francesco Sarcina, Davide Simonetta, Andrea Bonomo, Luca Chiaravalli)